# Административно-территориальное деление Пензенской области

## Административно-территориальное устройство
Согласно Уставу области и Закону «Об административно-территориальном устройстве Пензенской области», субъект РФ включает следующие административно-территориальные образования:
- 3 города областного значения (Пенза, Кузнецк и закрытое административно-территориальное образование Заречный)
  - Пенза включает районы города: Железнодорожный, Ленинский, Октябрьский, Первомайский;
- 27 районов (сельских районов), в том числе:
  - 8 городов районного значения (Белинский, Городище, Сурск, Каменка, Нижний Ломов, Никольск, Сердобск, Спасск),
  - 16 рабочих посёлков или посёлков городского типа (Башмаково, Беково, Чаадаевка, Земетчино, Исса, Колышлей, Верхозим, Евлашево, Лунино, Мокшан, Сура, Пачелма, Золотаревка, Сосновоборск, Тамала, Шемышейка)
  - 264 сельсовета.

## Муниципальное устройство
В рамках муниципального устройства области, в границах административно-территориальных образований Пензенской области всего образовано 318 муниципальных образований (по состоянию на 1 января 2020 года):
- 3 городских округа,
- 27 муниципальных районов, в том числе:
  - 24 городских поселения
  - 264 сельских поселения.

## Районы и города областного значения (городские округа)
| №         | Название                                      | Флаг | Герб | Админ. центр        | Площадь, км² | Население, чел., (2021 г.) | Кол-во ГП | Кол-во СП | Код ОКАТО |
| --------- | --------------------------------------------- | ---- | ---- | ------------------- | ------------ | -------------------------- | --------- | --------- | --------- |
| 1e-06     | Районы (муниципальные районы)                 |      |      |                     |              |                            |           |           |           |
| 1         | Башмаковский район                            |      |      | пгт Башмаково       | 1 710        | ↘19 587                    | 1         | 15        | 56 203    |
| 2         | Бековский район                               |      |      | пгт Беково          | 1 060        | ↘14 055                    | 1         | 8         | 56 209    |
| 3         | Белинский район                               |      |      | г. Белинский        | 2 020        | ↗24 579                    | 1         | 18        | 56 212    |
| 4         | Бессоновский район                            |      |      | с. Бессоновка       | 1 340        | ↘44 616                    | 0         | 11        | 56 213    |
| 5         | Вадинский район                               |      |      | с. Вадинск          | 1 030        | ↘7377                      | 0         | 12        | 56 215    |
| 6         | Городищенский район                           |      |      | г. Городище         | 2 160        | ↘45 838                    | 3         | 17        | 56 218    |
| 7         | Земетчинский район                            |      |      | пгт Земетчино       | 2 070        | ↘19 240                    | 1         | 15        | 56 223    |
| 8         | Иссинский район                               |      |      | пгт Исса            | 950          | ↘8655                      | 1         | 7         | 56 226    |
| 9         | Каменский район                               |      |      | г. Каменка          | 2 170        | ↘48 394                    | 1         | 19        | 56 229    |
| 10        | Камешкирский район                            |      |      | с. Русский Камешкир | 1 200        | ↘10 285                    | 0         | 11        | 56 231    |
| 11        | Колышлейский район                            |      |      | пгт Колышлей        | 1 660        | ↘21 185                    | 1         | 17        | 56 233    |
| 12        | Кузнецкий район                               |      |      | г. Кузнецк          | 2 100        | ↘34 489                    | 2         | 13        | 56 240    |
| 13        | Лопатинский район                             |      |      | с. Лопатино         | 1 440        | ↘11 698                    | 0         | 13        | 56 242    |
| 14        | Лунинский район                               |      |      | пгт Лунино          | 1 620        | ↘16 272                    | 1         | 14        | 56 243    |
| 15        | Малосердобинский район                        |      |      | с. Малая Сердоба    | 990          | ↘7878                      | 0         | 9         | 56 244    |
| 16        | Мокшанский район                              |      |      | пгт Мокшан          | 2 300        | ↘24 813                    | 1         | 15        | 56 245    |
| 17        | Наровчатский район                            |      |      | с. Наровчат         | 880          | ↘10 059                    | 0         | 13        | 56 247    |
| 18        | Неверкинский район                            |      |      | с. Неверкино        | 1 050        | ↘13 673                    | 0         | 15        | 56 249    |
| 19        | Нижнеломовский район                          |      |      | г. Нижний Ломов     | 1 850        | ↘36 311                    | 1         | 15        | 56 251    |
| 20        | Никольский район                              |      |      | г. Никольск         | 2 500        | ↘28 508                    | 2         | 14        | 56 253    |
| 21        | Пачелмский район                              |      |      | пгт Пачелма         | 1 410        | ↘13 393                    | 1         | 12        | 56 254    |
| 22        | Пензенский район                              |      |      | с. Кондоль          | 2 920        | ↗65 017                    | 1         | 26        | 56 255    |
| 23        | Сердобский район                              |      |      | г. Сердобск         | 1 695        | ↘43 702                    | 1         | 14        | 56 256    |
| 24        | Сосновоборский район                          |      |      | пгт Сосновоборск    | 1 630        | ↘14 152                    | 1         | 9         | 56 257    |
| 25        | Спасский район                                |      |      | г. Спасск           | 730          | ↘11 173                    | 1         | 9         | 56 206    |
| 26        | Тамалинский район                             |      |      | пгт Тамала          | 1 130        | ↘13 179                    | 1         | 5         | 56 258    |
| 27        | Шемышейский район                             |      |      | пгт Шемышейка       | 1 500        | ↘14 810                    | 1         | 15        | 56 259    |
| 27.000002 | Города областного значения (городские округа) |      |      |                     |              |                            |           |           |           |
| 28        | город Заречный (ЗАТО)                         |      |      | г. Заречный         | 124          | ↘58 597                    | 0         | 0         | 56 534    |
| 29        | город Кузнецк                                 |      |      | г. Кузнецк          | 23           | ↘78 390                    | 0         | 0         | 56 405    |
| 30        | город Пенза                                   |      |      | г. Пенза            | 288          | ↘487 978                   | 0         | 0         | 56 401    |

### Обзорная карта
Легенда карты:
| Города областного значения (городские округа):              |
| г. Пенза.                                                   |
| г. Кузнецк.                                                 |
| г. Заречный.                                                |
| Районы (муниципальные районы):                              |
| Районы (на карте подписаны места административных центров). |

## Сельсоветы, города и посёлки (сельские и городские поселения)

### Башмаковский район
- Код ОКАТО — 56 203

- Рабочий посёлок (городское поселение):

1. Рабочий посёлок Башмаково

- Сельсоветы (сельские поселения):

1. Алексеевский сельсовет
2. Бояровский сельсовет
3. Высокинский сельсовет
4. Знаменский сельсовет
5. Кандиевский сельсовет
6. Липовский сельсовет
7. Подгорнский сельсовет
8. Соседский сельсовет
9. Троицкий сельсовет
10. Шереметьевский сельсовет

Законом Пензенской области от 15 сентября 2010 года № 1945-ЗПО, вступившим в силу 1 ноября 2010 года, преобразованы путём их объединения во вновь образованные муниципальные образования:
- Кирилловский и Липовский сельсоветы — в Липовский сельсовет с административным центром в селе Липовка;
- Софьевский и Шереметьевский сельсоветы — в Шереметьевский сельсовет с административным центром в селе Шереметьево.

Законом Пензенской области от 15 мая 2019 года № 3326-ЗПО, вступившим в силу 25 мая 2019 года, преобразованы путём их объединения во вновь образованные муниципальные образования:
- Алексеевский сельсовет и Починковский сельсовет — в Алексеевский сельсовет;
- Знаменский сельсовет и Соломинский сельсовет — в Знаменский сельсовет;
- Соседский сельсовет и Сосновский сельсовет — в Соседский сельсовет.

### Бековский район
- Код ОКАТО — 56 209

- Рабочий посёлок (городское поселение):

1. Рабочий посёлок Беково

- Сельсоветы (сельские поселения):

1. Вертуновский сельсовет
2. Волынщинский сельсовет
3. Ивановский сельсовет
4. Миткирейский сельсовет
5. Мошковский сельсовет
6. Пяшинский сельсовет
7. Сосновский сельсовет
8. Яковлевский сельсовет[10].

Законом Пензенской области от 15 сентября 2010 года № 1945-ЗПО, вступившим в силу 1 ноября 2010 года, преобразованы путём их объединения во вновь образованные муниципальные образования:
- Мача-Родниковский и Яковлевский сельсоветы — в Яковлевский сельсовет с административным центром в селе Яковлевка;
- Раздольновский и Сосновский сельсоветы — в Сосновский сельсовет с административным центром в селе Сосновка.

### Белинский район
- Код ОКАТО — 56 212

- Город районного значения (городское поселение):

1. Город Белинский

- Сельсоветы (сельские поселения):

1. Балкашинский сельсовет
2. Волчковский сельсовет
3. Камынинский сельсовет
4. Козловский сельсовет
5. Кутеевский сельсовет
6. Лермонтовский сельсовет
7. Невежкинский сельсовет
8. Поимский сельсовет
9. Пушанинский сельсовет
10. Студенский сельсовет

Законом Пензенской области от 15 сентября 2010 года № 1945-ЗПО, вступившим в силу 1 ноября 2010 года, преобразованы путём их объединения во вновь образованные муниципальные образования:
- Аргамаковский, Крюковский и Лермонтовский сельсоветы — в Лермонтовский сельсовет с административным центром в селе Лермонтово;
- Балкашинский и Свищевский сельсоветы — в Балкашинский сельсовет с административным центром в селе Балкашино;
- Верхнеполянский и Камынинский сельсоветы — в Камынинский сельсовет с административным центром в селе Камынино;
- Волчковский и Кевдо-Вершинский сельсоветы — в Волчковский сельсовет с административным центром в селе Волчково;
- Козловский, Корсаевский и Чернышевский сельсоветы — в Козловский сельсовет с административным центром в селе Козловка;
- Студенский и Ширяевский сельсоветы — в Студенский сельсовет с административным центром в селе Студенка.

### Бессоновский район
- Код ОКАТО — 56 213

- Сельсоветы (сельские поселения):

1. Александровский сельсовет
2. Бессоновский сельсовет
3. Вазерский сельсовет
4. Грабовский сельсовет
5. Кижеватовский сельсовет
6. Полеологовский сельсовет
7. Проказнинский сельсовет
8. Сосновский сельсовет
9. Степановский сельсовет
10. Чемодановский сельсовет

Законом Пензенской области от 15 сентября 2010 года № 1945-ЗПО, вступившим в силу 1 ноября 2010 года, Грабовский и Чертковский сельсоветы преобразованы путём их объединения во вновь образованное муниципальное образование Грабовский сельсовет с административным центром в селе Грабово.

### Вадинский район
- Код ОКАТО — 56 215

- Сельсоветы (сельские поселения):

1. Большелукинский сельсовет
2. Вадинский сельсовет
3. Каргалейский сельсовет
4. Рахмановский сельсовет
5. Серго-Поливановский сельсовет
6. Татаро-Лакинский сельсовет
7. Ягановский сельсовет

Законом Пензенской области от 15 сентября 2010 года № 1945-ЗПО, вступившим в силу 1 ноября 2010 года, преобразованы путём их объединения во вновь образованные муниципальные образования:
- Большелукинский и Ртищевский сельсоветы — в Большелукинский сельсовет с административным центром в селе Большая Лука;
- Выборновский и Татаро-Лакинский сельсоветы — в Татаро-Лакинский сельсовет с административным центром в селе Татарская Лака;
- Ключевский, Коповский и Рахмановский сельсоветы — в Рахмановский сельсовет с административным центром в селе Рахмановка;
- Котельский и Ягановский сельсоветы — в Ягановский сельсовет с административным центром в селе Ягановка.

### Городищенский район
- Код ОКАТО — 56 218

- Города районного значения и рабочий посёлок (городские поселения):

1. Город Городище
2. Город Сурск
3. Рабочий посёлок Чаадаевка

- Сельсоветы (сельские поселения):

1. Архангельский сельсовет
2. Верхнеелюзанский сельсовет
3. Верхнешкафтинский сельсовет
4. Дигилевский сельсовет
5. Канаевский сельсовет
6. Нижнеелюзанский сельсовет
7. Павло-Куракинский сельсовет
8. Русско-Ишимский сельсовет
9. Среднеелюзанский сельсовет
10. Турдакский сельсовет
11. Чаадаевский сельсовет
12. Юловский сельсовет

Законом Пензенской области от 15 сентября 2010 года № 1945-ЗПО, вступившим в силу 1 ноября 2010 года, преобразованы путём их объединения во вновь образованные муниципальные образования:
- Верхнешкафтинский и Вышелейский сельсоветы — в Верхнешкафтинский сельсовет с административным центром в селе Верхний Шкафт;
- Канаевский и Новозабалковский сельсоветы — в Канаевский сельсовет с административным центром в селе Канаевка;
- Кардавский и Юловский сельсоветы — в Юловский сельсовет с административным центром в селе Юлово;
- Мордово-Ишимский и Русско-Ишимский сельсоветы — в Русско-Ишимский сельсовет с административным центром в селе Русский Ишим;
- Трескинский и Турдакский сельсоветы — в Турдакский сельсовет с административным центром в селе Старые Турдаки.

### Земетчинский район
- Код ОКАТО — 56 223

- Рабочий посёлок (городское поселение):

1. Рабочий посёлок Земетчино

- Сельсоветы (сельские поселения):

1. Большеижморский сельсовет
2. Кирилловский сельсовет
3. Краснодубравский сельсовет
4. Матчерский сельсовет
5. Морсовский сельсовет
6. Пролетарский сельсовет
7. Раевский сельсовет
8. Салтыковский сельсовет
9. Ушинский сельсовет
10. Юрсовский сельсовет

Законом Пензенской области от 15 сентября 2010 года № 1945-ЗПО, вступившим в силу 1 ноября 2010 года, преобразованы путём их объединения во вновь образованные муниципальные образования:
- Вяземский и Краснодубравский сельсоветы — в Краснодубравский сельсовет с административным центром в селе Красная Дубрава;
- Морсовский и Черноярский сельсоветы — в Морсовский сельсовет с административным центром в селе Морсово;
- Отормский и Салтыковский сельсоветы — в Салтыковский сельсовет с административным центром в селе Салтыково;
- Пролетарский и Рянзенский сельсоветы — в Пролетарский сельсовет с административным центром в посёлке Пролетарский;
- Раевский и Усердинский сельсоветы — в Раевский сельсовет с административным центром в селе Раево.

### Иссинский район
- Код ОКАТО — 56 226

- Рабочий посёлок (городское поселение):

1. Рабочий посёлок Исса

- Сельсоветы (сельские поселения):

1. Булычевский сельсовет
2. Знаменско-Пестровский сельсовет
3. Каменно-Бродский сельсовет
4. Соловцовский сельсовет
5. Уваровский сельсовет

Законом Пензенской области от 15 сентября 2010 года № 1945-ЗПО, вступившим в силу 1 ноября 2010 года, преобразованы путём их объединения во вновь образованные муниципальные образования:
- Дмитриевский и Соловцовский сельсоветы — в Соловцовский сельсовет с административным центром в селе Соловцово;
- Николаевский и Уваровский сельсоветы — в Уваровский сельсовет с административным центром в селе Уварово.

### Каменский район
- Код ОКАТО — 56 229

- Город районного значения (городское поселение):

1. Город Каменка

- Сельсоветы (сельские поселения):

1. Анучинский сельсовет
2. Владыкинский сельсовет
3. Головинщинский сельсовет
4. Каменский сельсовет
5. Кевдо-Мельситовский сельсовет
6. Кикинский сельсовет
7. Кобылкинский сельсовет
8. Междуреченский сельсовет
9. Первомайский сельсовет
10. Покрово-Арчадинский сельсовет
11. Фёдоровский сельсовет

Законом Пензенской области от 15 сентября 2010 года № 1945-ЗПО, вступившим в силу 1 ноября 2010 года, преобразованы путём их объединения во вновь образованные муниципальные образования:
- Андреевский и Головинщинский сельветы — в Головинщинский сельсовет с административным центром в селе Головинщино;
- Блиновский, Калининский, Каменский и Кочалейский сельсоветы — в Каменский сельсовет с административным центром в городе Каменка;
- Варваровский и Первомайский сельсоветы — в Первомайский сельсовет с административным центром в селе Батрак;
- Завиваловский и Междуреченский сельсоветы — в Междуреченский сельсовет с административным центром в селе Междуречье;
- Казано-Арчадинский и Покрово-Арчадинский сельсоветы — в Покрово-Арчадинский сельсовет с административным центром в селе Покровская Арчада;
- Кикинский и Мочалейский сельсоветы — в Кикинский сельсовет с административным центром в селе Кикино.

### Камешкирский район
- Код ОКАТО — 56 231

- Сельсоветы (сельские поселения):

1. Большеумысский сельсовет
2. Лапшовский сельсовет
3. Новошаткинский сельсовет
4. Пестровский сельсовет
5. Русско-Камешкирский сельсовет
6. Чумаевский сельсовет

Законом Пензенской области от 15 сентября 2010 года № 1945-ЗПО, вступившим в силу 1 ноября 2010 года, преобразованы путём их объединения во вновь образованные муниципальные образования:
- Бегучевский, Пестровский и Порзовский сельсоветы — в Пестровский сельсовет с административным центром в селе Пестровка;
- Кулясовский, Лапшовский и Нижнедубровский сельсоветы — в Лапшовский сельсовет с административным центром в селе Лапшово;
- Новошаткинский и Старочирчимский сельсоветы — в Новошаткинский сельсовет с административным центром в селе Новое Шаткино.

### Колышлейский район
- Код ОКАТО — 56 233

- Рабочий посёлок (городское поселение):

1. Рабочий посёлок Колышлей

- Сельские поселение:

1. Березовский сельсовет
2. Лачиновский сельсовет
3. Названовский сельсовет
4. Плещеевский сельсовет
5. Пограничный сельсовет
6. Потловский сельсовет
7. Телегинский сельсовет
8. Трескинский сельсовет

Законом Пензенской области от 15 сентября 2010 года № 1945-ЗПО, вступившим в силу 1 ноября 2010 года, преобразованы путём их объединения во вновь образованные муниципальные образования:
- Белокаменский, Крутцовский и Телегинский сельсоветы — в Телегинский сельсовет с административным центром в селе Телегино;
- Березовский, Зеленовский и Хопровский сельсоветы — в Березовский сельсовет с административным центром в селе Березовка;
- Катковский, Сумский и Трескинский сельсоветы — в Трескинский сельсовет с административным центром в селе Трескино;
- Колтовский и Потловский сельсоветы — в Потловский сельсовет с административным центром в селе Старая Потловка;
- Лачиновский и Чубаровский сельсоветы — в Лачиновский сельсовет с административным центром в селе Красная Горка;
- Пановский и Плещеевский сельсоветы — в Плещеевский сельсовет с административным центром в деревне Плещеевка.

### Кузнецкий район
- Код ОКАТО — 56 240

- Рабочие посёлки (городские поселения):

1. Рабочий посёлок Верхозим
2. Рабочий посёлок Евлашево

- Сельсоветы (сельские поселения):

1. Анненковский сельсовет
2. Большетруевский сельсовет
3. Комаровский сельсовет
4. Махалинский сельсовет
5. Никольский сельсовет
6. Посельский сельсовет
7. Сюзюмский сельсовет
8. Тарлаковский сельсовет
9. Чибирлейский сельсовет
10. Явлейский сельсовет
11. Яснополянский сельсовет

Законом Пензенской области от 15 сентября 2010 года № 1945-ЗПО, вступившим в силу 1 ноября 2010 года, были преобразованы, путём их объединения, во вновь образованные муниципальные образования:
- Анненковский и Радищевский сельсоветы в Анненковский сельсовет с административным центром в селе Анненково;
- Тихменевский и Явлейский сельсоветы в Явлейский сельсовет с административным центром в селе Явлейка.

### Лопатинский район
- Код ОКАТО — 56 242

- Сельсоветы (сельские поселения):

1. Верешимский сельсовет
2. Даниловский сельсовет
3. Китунькинский сельсовет
4. Козловский сельсовет
5. Комсомольский сельсовет
6. Лопатинский сельсовет
7. Пылковский сельсовет
8. Старовершаутский сельсовет
9. Старокарлыганский сельсовет
10. Суляевский сельсовет
11. Чардымский сельсовет

Законом Пензенской области от 15 сентября 2010 года № 1945-ЗПО, вступившим в силу 1 ноября 2010 года, преобразованы путём их объединения во вновь образованные муниципальные образования:
- Будённовский и Лопатинский сельсоветы — в Лопатинский сельсовет с административным центром в селе Лопатино;
- Бузовлевский и Чардымский сельсоветы — в Чардымский сельсовет с административным центром в селе Чардым.

### Лунинский район
- Код ОКАТО — 56 243

- Рабочий посёлок (городское поселение):

1. Рабочий посёлок Лунино

- Сельсоветы (сельские поселения):

1. Болотниковский сельсовет
2. Большевьясский сельсовет
3. Засурский сельсовет
4. Иванырсинский сельсовет
5. Ломовский сельсовет
6. Лунинский сельсовет
7. Родниковский сельсовет
8. Степановский сельсовет
9. Сытинский сельсовет

Законом Пензенской области от 15 сентября 2010 года № 1945-ЗПО, вступившим в силу 1 ноября 2010 года, преобразованы путём их объединения во вновь образованные муниципальные образования:
- Большевьясский, Дарьевский и Лесновьясский сельсоветы — в Большевьясский сельсовет с административным центром в селе Большой Вьяс;
- Болотниковский и Липовский сельсоветы — в Болотниковский сельсовет с административным центром в селе Болотниково;
- Михайловский и Степановский сельсоветы — в Степановский сельсовет с административным центром в селе Старая Степановка;
- Сытинский и Танеевский сельсоветы — в Сытинский сельсовет с административным центром в селе Сытинка.

### Малосердобинский район
- Код ОКАТО — 56 244

- Сельсоветы (сельские поселения):

1. Дружаевский сельсовет
2. Ключевский сельсовет
3. Липовский сельсовет
4. Майский сельсовет
5. Малосердобинский сельсовет
6. Старославкинский сельсовет

Законом Пензенской области от 15 сентября 2010 года № 1945-ЗПО, вступившим в силу 1 ноября 2010 года, преобразованы путём их объединения во вновь образованные муниципальные образования:
- Липовский и Николаевский сельсоветы — в Липовский сельсовет с административным центром в селе Марьевка;
- Малосердобинский, Саполговский и Топловский сельсоветы — в Малосердобинский сельсовет с административным центром в селе Малая Сердоба.

### Мокшанский район
- Код ОКАТО — 56 245

- Рабочий посёлок (городское поселение):

1. Рабочий посёлок Мокшан

- Сельсоветы (сельские поселения):

1. Богородский сельсовет
2. Засечный сельсовет
3. Елизаветинский сельсовет
4. Нечаевский сельсовет
5. Плесский сельсовет
6. Подгорненский сельсовет
7. Рамзайский сельсовет
8. Успенский сельсовет
9. Царевщинский сельсовет
10. Чернозерский сельсовет
11. Широкоисский сельсовет
12. Юровский сельсовет

Законом Пензенской области от 15 сентября 2010 года № 1945-ЗПО, вступившим в силу 1 ноября 2010 года, преобразованы путём их объединения во вновь образованные муниципальные образования:
- сельские поселения Алексеевский сельсовет и Чернозерский сельсовет в сельское поселение Чернозерский сельсовет с административным центром в селе Чернозерье;
- сельские поселения Потьминский сельсовет и Широкоисский сельсовет в сельское поселение Широкоисский сельсовет с административным центром в селе Широкоис;
- сельские поселения Царевщинский сельсовет и Юловский сельсовет в сельское поселение Царевщинский сельсовет с административным центром в селе Царевщино.

### Наровчатский район
- Код ОКАТО — 56 247

- Сельсоветы (сельские поселения):

1. Азарапинский сельсовет
2. Скановский сельсовет
3. Большекавендровский сельсовет
4. Большекирдяшевский сельсовет
5. Большеколоярский сельсовет
6. Виляйский сельсовет
7. Вьюнский сельсовет
8. Наровчатский сельсовет
9. Новопичурский сельсовет
10. Орловский сельсовет
11. Плесковский сельсовет
12. Потодеевский сельсовет
13. Суркинский сельсовет

### Неверкинский район
- Код ОКАТО — 56 249

- Сельсоветы (сельские поселения):

1. Алеевский сельсовет
2. Берёзовский сельсовет
3. Бигеевский сельсовет
4. Бикмосеевский сельсовет
5. Бикмурзинский сельсовет
6. Деминский сельсовет
7. Илим-Горский сельсовет
8. Исикеевский сельсовет
9. Сулеймановский сельсовет
10. Каменноовражский сельсовет
11. Карноварский сельсовет
12. Неверкинский сельсовет
13. Октябрьский сельсовет
14. Планский сельсовет
15. Староандреевский сельсовет

### Нижнеломовский район
- Код ОКАТО — 56 251

- Город районного значения (городское поселение):

1. Город Нижний Ломов

- Сельсоветы (сельские поселения):

1. Атмисский сельсовет
2. Большехуторский сельсовет
3. Верхнеломовский сельсовет
4. Виргинский сельсовет
5. Голицынский сельсовет
6. Кувак-Никольский сельсовет
7. Кривошеевский сельсовет
8. Новопятинский сельсовет
9. Норовский сельсовет
10. Усть-Каремшинский сельсовет

Законом Пензенской области от 15 сентября 2010 года № 1945-ЗПО, вступившим в силу 1 ноября 2010 года, преобразованы путём их объединения во вновь образованные муниципальные образования:
- сельские поселения Аршиновский сельсовет, Голицынский сельсовет и Ивинский сельсовет в сельское поселение Голицынский сельсовет с административным центром в селе Голицыно;
- сельские поселения Верхнеломовский сельсовет и Новошуструйский сельсовет в сельское поселение Верхнеломовский сельсовет с административным центром в селе Верхний Ломов;
- сельские поселения Кувак-Никольский сельсовет и Сорокинский сельсовет в сельское поселение Кувак-Никольский сельсовет с административным центром в селе Кувак-Никольское;
- сельские поселения Прянзерский сельсовет и Усть-Каремшинский сельсовет в сельское поселение Усть-Каремшинский сельсовет с административным центром в селе Усть-Каремша.

### Никольский район
- Код ОКАТО — 56 253

- Город районного значения и рабочий посёлок (городские поселения):

1. Город Никольск
2. Рабочий посёлок Сура

- Сельсоветы (сельские поселения):

1. Ахматовское сельское поселение
2. Базарно-Кеньшенский сельсовет
3. Ильминский сельсовет
4. Казарский сельсовет
5. Карамальский сельсовет
6. Керенский сельсовет
7. Маисский сельсовет
8. Нижнешкафтинский сельсовет
9. Ночкинский сельсовет
10. Усовский сельсовет

Законом Пензенской области от 15 сентября 2010 года № 1945-ЗПО, вступившим в силу 1 ноября 2010 года, преобразованы путём их объединения во вновь образованные муниципальные образования:
- сельские поселения Аришкинский сельсовет и Нижнешкафтинский сельсовет в сельское поселение Нижнешкафтинский сельсовет с административным центром в селе Нижний Шкафт;
- сельские поселения Ахматовский сельсовет и Староселенский сельсовет в сельское поселение Ахматовский сельсовет с административным центром в селе Ахматовка;
- сельские поселения Большепермиевский сельсовет и Казарский сельсовет в сельское поселение Казарский сельсовет с административным центром в селе Казарка;
- сельские поселения Ильминский сельсовет и Соколовский сельсовет в сельское поселение Ильминский сельсовет с административным центром в селе Ильмино.

### Пачелмский район
- Код ОКАТО — 56 254

- Рабочий посёлок (городское поселение):

1. Рабочий посёлок Пачелма

- Сельсоветы (сельские поселения):

1. Белынский сельсовет
2. Новотолковский сельсовет
3. Решетинский сельсовет
4. Титовский сельсовет
5. Черкасский сельсовет
6. Чкаловский сельсовет
7. Шейнский сельсовет

Законом Пензенской области от 15 сентября 2010 года № 1945-ЗПО, вступившим в силу 1 ноября 2010 года, преобразованы путём их объединения во вновь образованные муниципальные образования:
- сельские поселения Алексеевский сельсовет и Шейнский сельсовет в сельское поселение Шейнский сельсовет с административным центром в селе Шейно;
- сельские поселения Валовайский сельсовет и Чкаловский сельсовет в сельское поселение Чкаловский сельсовет с административным центром в селе Пачелма;
- сельские поселения Калиновский сельсовет и Новотолковский сельсовет в сельское поселение Новотолковский сельсовет с административным центром в селе Новая Толковка;
- сельские поселения Кашаевский сельсовет и Черкасский сельсовет в сельское поселение Черкасский сельсовет с административным центром в селе Черкасское;
- сельские поселения Мокро-Мичкасский сельсовет и Титовский сельсовет в сельское поселение Титовский сельсовет с административным центром в железнодорожной станции Титово.

### Пензенский район
- Код ОКАТО — 56 255

- Рабочий посёлок (городское поселение):

1. Рабочий посёлок Золотарёвка

- Сельсоветы (сельские поселения):

1. Алферьевский сельсовет
2. Богословский сельсовет
3. Большееланский сельсовет
4. Варыпаевский сельсовет
5. Воскресеновский сельсовет
6. Ермоловский сельсовет
7. Засечный сельсовет
8. Кондольский сельсовет
9. Краснопольский сельсовет
10. Кучкинский сельсовет
11. Ленинский сельсовет
12. Леонидовский сельсовет
13. Мичуринский сельсовет
14. Оленевский сельсовет
15. Покрово-Березовский сельсовет
16. Саловский сельсовет
17. Старокаменский сельсовет

Законом Пензенской области от 15 сентября 2010 года № 1945-ЗПО, вступившим в силу 1 ноября 2010 года, преобразованы путём их объединения во вновь образованные муниципальные образования:
- сельские поселения Богословский сельсовет и Васильевский сельсовет в сельское поселение Богословский сельсовет с административным центром в селе Богословка;
- сельские поселения Волхонщинский сельсовет, Дмитриевский сельсовет и Кондольский сельсовет в сельское поселение Кондольский сельсовет с административным центром в селе Кондоль;
- сельские поселения Ермоловский сельсовет, Загоскинский сельсовет и Черенцовский сельсовет в сельское поселение Ермоловский сельсовет с административным центром в селе Ермоловка;
- сельские поселения Князевский сельсовет и Краснопольский сельсовет в сельское поселение Краснопольский сельсовет с административным центром в селе Краснополье;
- сельские поселения Кучкинский сельсовет и Попереченский сельсовет в сельское поселение Кучкинский сельсовет с административным центром в селе Кучки;
- сельские поселения Малосаловский сельсовет, Новопавловский сельсовет и Покрово-Березовский сельсовет в сельское поселение Покрово-Березовский сельсовет с административным центром в селе Покрово-Березовка.

### Сердобский район
- Код ОКАТО — 56 256

- Город районного значения (городское поселение):

1. Город Сердобск

- Сельсоветы (сельские поселения):

1. Долгоруковский сельсовет
2. Кировский сельсовет
3. Куракинский сельсовет
4. Мещерский сельсовет
5. Новостудёновский сельсовет
6. Песчанский сельсовет
7. Пригородный сельсовет
8. Рощинский сельсовет
9. Сазанский сельсовет
10. Секретарский сельсовет
11. Сокольский сельсовет

Законом Пензенской области от 15 сентября 2010 года № 1945-ЗПО, вступившим в силу 1 ноября 2010 года, преобразованы путём их объединения во вновь образованные муниципальные образования:
- сельские поселения Байковский сельсовет и Пригородный сельсовет в сельское поселение Пригородный сельсовет с административным центром в селе Пригородное;
- сельские поселения Гуленовский сельсовет и Кировский сельсовет в сельское поселение Кировский сельсовет с административным центром в селе Кирово;
- сельские поселения Карповский сельсовет и Сокольский сельсовет в сельское поселение Сокольский сельсовет с административным центром в селе Соколка.

### Сосновоборский район
- Код ОКАТО — 56 257

- Рабочий посёлок (городское поселение):

1. Рабочий посёлок Сосновоборск

- Сельсоветы (сельские поселения):

1. Вачелайский сельсовет
2. Вязовский сельсовет
3. Еремеевский сельсовет
4. Индерский сельсовет
5. Маркинский сельсовет
6. Нижнекатмисский сельсовет
7. Николо-Барнуковский сельсовет
8. Пичилейский сельсовет
9. Шугуровский сельсовет

Законом Пензенской области от 4 апреля 2017 года № 3027-ЗПО были преобразованы, путём их объединения, сельские поселения:
- Вачелайский и Нижнемывальский сельсоветы в Вачелайский сельсовет с административным центром в селе Вачелай;
- Нижнекатмисский и Нижнелиповский сельсоветы в Нижнекатмисский сельсовет с административным центром в селе Нижний Катмис;
- Николо-Барнуковский и Малосадовский сельсоветы в Николо-Барнуковский сельсовет с административным центром в селе Николо-Барнуки;
- Шугуровский и Русско-Качимский сельсоветы в Шугуровский сельсовет с административным центром в селе Шугурово.

### Спасский район
- Код ОКАТО — 56 206

- Город районного значения (городское поселение):

1. Город Спасск

- Сельсоветы (сельские поселения):

1. Абашевский сельсовет
2. Беднодемьяновский сельсовет
3. Веденяпинский сельсовет
4. Дубровский сельсовет
5. Зубовский сельсовет
6. Кошелевский сельсовет
7. Рузановский сельсовет
8. Татарско-Шелдаисский сельсовет
9. Устьинский сельсовет

### Тамалинский район
- Код ОКАТО — 56 258

- Рабочий посёлок (городское поселение):

1. Рабочий посёлок Тамала

- Сельсоветы (сельские поселения):

1. Вишнёвский сельсовет — село Вишнёвое
2. Волче-Вражский сельсовет — село Волчий Враг
3. Малосергиевский сельсовет — село Малая Сергиевка
4. Мачинский сельсовет — деревня Санниковка
5. Ульяновский сельсовет — село Ульяновка

Законом Пензенской области от 15 сентября 2010 года № 1945-ЗПО, вступившим в силу 1 ноября 2010 года, преобразованы путём их объединения во вновь образованные муниципальные образования:
- сельские поселения Берёзовский сельсовет, Каменский сельсовет и Ульяновский сельсовет в сельское поселение Ульяновский сельсовет с административным центром в селе Ульяновка;
- сельские поселения Большесергеевский сельсовет, Вишнёвский сельсовет и Дуровский сельсовет в сельское поселение Вишнёвский сельсовет с административным центром в селе Вишневое;
- сельские поселения Варваринский сельсовет, Зубриловский сельсовет, Калиновский сельсовет и Малосергиевский сельсовет в сельское поселение Малосергиевский сельсовет с административным центром в селе Малая Сергиевка;
- сельские поселения Волче-Вражский сельсовет и Степной сельсовет в сельское поселение Волче-Вражский сельсовет с административным центром в селе Волчий Враг;
- сельские поселения Григорьевский сельсовет и Мачинский сельсовет в сельское поселение Мачинский сельсовет с административным центром в деревне Санниковка.

### Шемышейский район
- Код ОКАТО — 56 259

- Рабочий посёлок (городское поселение):

1. Рабочий посёлок Шемышейка

- Сельсоветы (сельские поселения):

1. Армиевский сельсовет
2. Воробьёвский сельсовет
3. Каргалейский сельсовет
4. Каржимантский сельсовет
5. Колдаисский сельсовет
6. Наскафтымский сельсовет
7. Синодский сельсовет
8. Руссконоркинский сельсовет
9. Стародемкинский сельсовет
10. Старозахаркинский сельсовет
11. Старояксарский сельсовет
12. Усть-Узинский сельсовет

Законом Пензенской области от 15 сентября 2010 года № 1945-ЗПО, вступившим в силу 1 ноября 2010 года, преобразованы путём их объединения во вновь образованные муниципальные образования:
- сельские поселения Каржимантский сельсовет и Мачкасский сельсовет в сельское поселение Каржимантский сельсовет с административным центром в селе Каржимант;
- сельские поселения Наскафтымский сельсовет, Новомачимский сельсовет и Песчанский сельсовет в сельское поселение Наскафтымский сельсовет с административным центром в селе Наскафтым.

## История
Первоначально, 4 февраля 1939 года, Пензенская область делилась на 38 районов: Барановский (бывшей Куйбышевской области), Башмаковский (бывшей Тамбовской области), Беднодемьяновский (бывшей Тамбовской области), Бековский (бывшей Саратовской области), Бессоновский (бывшей Тамбовской области), Больше-Вьясский (бывшей Тамбовской области), Голицынский (бывшей Тамбовской области), Головинщинский (бывшей Тамбовской области), Городищенский (бывшей Тамбовской области), Даниловсий (бывшей Саратовской области), Земетчинский (бывшей Тамбовской области), Иссинский (бывшей Тамбовской области), Каменский (бывшей Тамбовской области), Камешкирский (бывшей Куйбышевской области), Керенский (бывшей Тамбовской области), Колышлейский (бывшей Саратовской области), Кондольский (бывшей Тамбовской области), Кузнецкий (бывшей Куйбышевской области), Литвиновский (бывшей Куйбышевской области), Лопатинский (бывшей Саратовской области), Лунинский (бывшей Тамбовской области), Мало-Сердобинский (бывшей Саратовской области), Мокшанский (бывшей Тамбовской области), Наровчатский (бывшей Тамбовской области), Неверкинский (бывшей Куйбышевской области), Нижне-Ломовский (бывшей Тамбовской области), Николаевский (бывшей Куйбышевской области), Николо-Пестравский (бывшей Куйбышевской области), Пачелмский (бывшей Тамбовской области), Поимский (бывшей Тамбовской области), Свищевский (бывшей Тамбовской области), Сердобский (бывшей Саратовской области), Соседский (бывшей Тамбовской области), Тамалинский (бывшей Саратовской области), Телегинский (бывшей Тамбовской области), Терновский (бывшей Тамбовской области), Чембарский (бывшей Тамбовской области) и Шемышейский (бывшей Тамбовской области), а также город областного подчинения Пенза (бывшей Тамбовской области).
16 мая 1939 года город Кузнецк получил статус города областного подчинения.
17 февраля 1940 года Керенский район был переименован в Вадинский, а Литвиновский — в Сосоновоборский. 
24 апреля 1941 года был образован Салтыковский район. 
19 января 1943 года в новую Ульяновскую область были переданы Барановский и Николаевский районы. 
25 декабря 1943 года были образованы Кучкинский, Нечаевский и Чаадаевский районы. 
17 мая 1948 года Чембарский район был переименован в Белинский.
19 февраля 1951 года был упразднён Чаадаевский район. 
30 ноября 1956 года были упразднены Головинщенский и Кучкинский районы. 
В 1958 году были упразднены Бессоновский, Даниловский и Салтыковский районы. Тогда же Терновский район был переименован в Пензенский. В 1959 были упразднены Больше-Вьясский, Голицынский, Поимский, Свищевский, Соседский и Телегинский районы.
В 1963 году были упразднены Беднодемьяновский, Бековский, Вадинский, Иссинский, Камешкирский, Кондольский, Лопатинский, Мало-Сердобинский, Наровчатский, Неверкинский, Нечаевский, Николо-Пестравский, Пачелмский, Сосновоборский и Тамалинский районы. Одновременно образованы Нижнеломовский и Терновский промышленные районы.
В 1964 образованы Беднодемьяновский и Никольский районы. В 1965 промышленные районы были упразднены. Образованы Бековский, Камешкирский, Кондольский, Лопатинский, Наровчатский, Неверкинский, Пачелмский и Сосновоборский районы. В 1966 образованы Вадинский, Иссинский и Тамалинский районы, в 1970 — Малосердобинский, в 1980 — Бессоновский.
В 2006 году был упразднён Кондольский район, а Беднодемьяновский район переименован в Спасский.